# Merényi Gusztáv
Merényi Gusztáv, Scholtz dr. (Kassa, 1895. szeptember 18. – Budapest, 1950. augusztus 19.) orvos-vezérőrnagy (posztumusz altábornagy), belgyógyász szakorvos. A repülés élettani hatásaival foglalkozott. Nevéhez fűződött a Repülőorvosi Vizsgáló Intézet és az első Magyar Véradó Központ és Vérellátó Állomás megalapítása.
1950-ben koncepciós perbe fogták és halálra ítélték, kivégezték, majd 1956. október 13-án újratemették. Teljes rehabilitációja csak 1990-ben történt meg.

## Élete
Scholtz Gusztáv cs. és kir. főhadnagy és Maier Irma fiaként született. Középiskolai tanulmányait a Pozsonyi Evangélikus Líceumban végezte (1905–1913). 1913-től a Budapesti Tudományegyetem Orvostudományi Karának hallgatója lett. 1920-ban szerezte meg oklevelét, honvédségi ösztöndíjjal.
Az első világháború után először az Új Szent János Kórházban dolgozott, majd a berlini poliklinikán folytatta gyakorlati éveit.
1930. február 1-jén Budapesten házasságot kötött Dirner Mária Annával, Dirner Lajos orvos és Papp Ervina lányával.
1936-tól a magyar légierő vezető orvosaként, a katonai repülés orvosi kérdéseivel foglalkozott. 1938-ban megszervezte – a  Műszaki Egyetem Aerodinamikai Intézetének együttműködésével – az első magassági kísérleti állomást, ahol a nagy magasságban bekövetkező dekompresszió és oxigénhiányos állapot kérdéseit vizsgálta. Később a Karolina úton az első magyar Repülőorvosi Vizsgáló Intézet az ő tervei alapján készült el. 1942-ben a szegedi Horthy Miklós Tudományegyetem Orvostudományi Karán a repülés élet- és kórtana gyakorlatokkal alacsonynyomású kamrában című tárgykörből egyetemi magántanárrá habilitálták. A repülésélettanból a szegedi és kolozsvári egyetemeken tartott előadásokat.

### II. világháború
1940-ben a Bajcsy-Zsilinszky Endre vezette ellenállókhoz csatlakozott. A Pajor Szanatóriumban – amely ekkor az ő vezetése alatt állt – sok üldözöttnek, köztük francia, orosz, bolgár hadifoglyoknak nyújtott menedéket. A nyilasok hatalomra jutásával helyzete tarthatatlanná vált, az állásából felfüggesztették. Kénytelen volt illegalitásba vonulni.
1945-től a fővárosi Vöröskereszt Kórház, mai nevén Országos Sportegészségügyi Intézet parancsnoka.

### A háború után
A háborút követően előbb a Honvéd Orvosi Kar főnöke, majd a Honvédelmi Minisztérium egészségügyi osztályának vezetője lett, orvos-vezérőrnagyi rendfokozatban.
Sokat dolgozott a vérellátás gondjainak megoldásán, 1947-ben Franciaországban tanulmány úton vett rész. Az itt szerzett ismereteket, a francia, a belga, a holland és az olasz vérellátási rendszerek alapján – a Népjóléti Minisztériummal együttműködve –, megkezdte az első Magyar Véradó Központ és Vérellátó Állomás létrehozását. 1949-ben nyugdíjazták.

### Halála
1950-ben koncepciós perbe fogták. A per lényege az volt, hogy azokat a vezető tiszteket, akik a második világháború előtt szerezték diplomájukat, kiszorítsák a hadvezetésből. Lehetőséget teremtve a kommunista rendszer új, párthű katonáinak vezető posztra emeléséhez.
Az ítéletet, amely – katonához méltatlan – kötél általi halál volt, 1950. augusztus 19-én hajtották végre. 
Az 1954-ben lefolytatott perújítás során a katonákat az alapper vádjai alól felmentették, de teljes rehabilitációjuk nem történt meg. 1956. október 13-án katonai tiszteletadás mellett a Farkasréti temetőben – a nyilvánosság teljes kizárásával – újratemették.
A Legfelsőbb Bíróság 1990-ben valamennyi, ellene emelt vád alól felmentette – bűncselekmény hiányában.

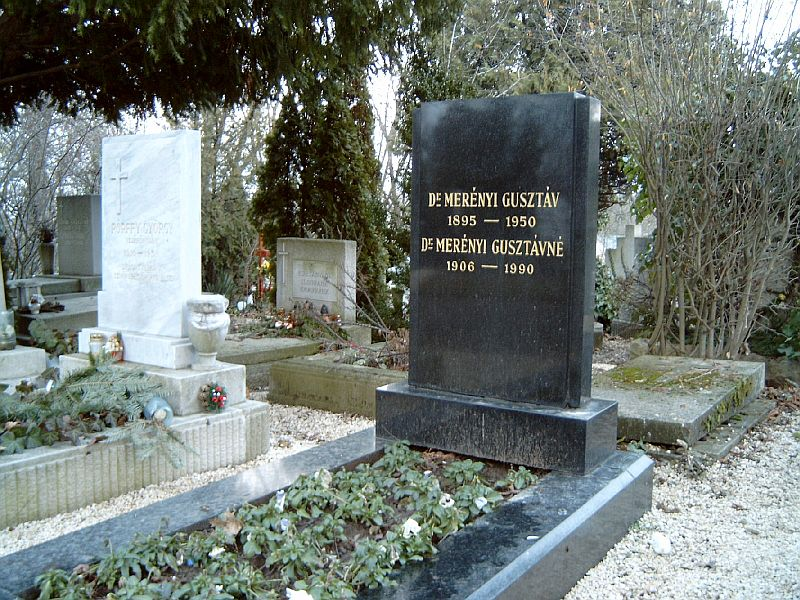
Sírja Budapesten. Farkasréti temető: 30/2-1-91

## Publikációi
- A légi betegségekről (Aviatica, 1930)
- A repülés fiziológiája (Budapest, 1931)
- A repülés fontosabb élettani kérdései (Orvosképzés, 1935)

## Emlékezete
- Merényi Gusztáv Kórház, Budapest (1970-ben nevezték át a Gyáli úti kórházat)
- Emléktábla a Budapest, III. kerület, Föld utca 50/B alatt álló ház falán
- Sírja a Farkasréti temetőben található (30/2-1-91)